# 特里森
特里森（德語：Triesen，德語發音：[ˈtʁiːzn̩] ⓘ；阿勒曼尼语列支敦士登方言：Tresa）是列支敦斯登第三大市镇，位于该国西南部，总面积26.4平方千米，2019年6月30日总人口为5,230人。

## 地理
特里森北部为瓦杜兹，东北部为特里森贝格，南部为瑞士格劳宾登州，西南部为巴尔策斯，西部为瑞士圣加仑州。

## 人物
- 弗朗茨·布格迈尔（1982－），列支敦士登足球运动员。